# Graulera
Graulera és un antic poble del terme comunal d'Illa, a la comarca del Rosselló, de la Catalunya del Nord, actualment reduït a un sol mas i l'antiga església de Sant Maurici de Graulera, per la qual cosa és actualment més conegut com a Sant Maurici que com a Graulera.
Està situat a l'extrem sud-est del terme comunal d'Illa, ran del termenal amb Corbera. Actualment hi roman només l'església esmentada i un mas, que pren el nom de Sant Maurici.